# 예바두
예바두(Yevadu)는 인도에서 제작된 밤시 파이디팔리 감독의 2014년 액션, 스릴러 영화이다. 람 차란 테자 등이 주연으로 출연하였다.

## 출연

### 주연
- 람 차란 테자
- 알루 아르준

### 조연
- 스루티 K. 하산
- 아미 잭슨
- 카잘 아가월
- 자야수다
- 사이 쿠마